# Laminci Dubrave
Laminci Dubrave (szerbül: Ламинци Дубраве), falu Gradiška községben, Bosznia-Hercegovinában, Bosanska krajina területén, a Szerb Köztársaságban. 

## Fekvése
Bosznia-Hercegovina északi részén, Banja Lukától légvonalban 37, közúton 44 km-re északra, községközpontjától légvonalban 9, közúton 11 km-re délkeletre, 89-92 méteres magasságban, a Szávától délre és a Gradiškáról Banja Lukára menő régi főúttól keletre elterülő síkságon fekszik.

## Népessége
| Nemzetiségi csoport | Népesség 1991 | Népesség 2013 |
| ------------------- | ------------- | ------------- |
| Szerb               | 563           | 440           |
| Bosnyák             | 0             | 0             |
| Horvát              | 6             | 5             |
| Jugoszláv           | 19            | 0             |
| Egyéb               | 3             | 1             |
| Összesen            | 591           | 446           |

## Története
A régészeti leletek tanúsága szerint Laminci területe már az őskor óta lakott volt. A baricei és a borkovići lelőhelyen bronzkori települések maradványai találhatók. Az ókort egy itt talált kelta pénzérme képviseli. Laminci Sredaniben a kora középkorban kettős sánccal övezett erődítmény állt. A középkorból egy jelentős, 1550 darabos pénzleletet is előkerült, I. Mátyás és II. Ulászló magyar királyok pénzvereteivel a 15. – 16. századból. Laminci 1537 körül, Gradiška elestével került oszmán uralom alá.
A település területe 1878-ig tartozott az Oszmán Birodalomhoz, ekkor a berlini kongresszus határozata alapján az Osztrák-Magyar Monarchia része lett. 1879-ben az első osztrák-magyar népszámlálás során a Berbir községhez tartozó településnek 65 háztartása, 347 ortodox szerb és 6 római katolikus lakosa volt. 1910-ben a Bosanska Gradiškai járáshoz és Laminci községhez tartozó Dubrave településen 123 háztartást, 626 ortodox, 76 római katolikus és 6 muszlim lakost találtak. A monarchia szétesésével 1918-ban előbb a Szerb-Horvát-Szlovén Királyság, majd 1929-től a Jugoszláv Királyság része. 1921-ben Laminci községnek összesen 365 háztartása és 2177 lakosa volt. Jugoszlávia megszállása után a település a Független Horvát Állam (NDH) része lett. A második világháborúban a településnek 45 szerb halálos áldozata volt. A falu 1945-től a szocialista Jugoszlávia része volt. A daytoni békeszerződést követő területfelosztásnál Bosanska Gradiška község részeként a Szerb Köztársaság területéhez került. 

## Nevezetességei
- Barice – őskori település és temetőjének maradványai. A lelőhely egy a környezetéből kiemelkedő területen található, ahol mintegy két hektáron bronzkori kerámiák töredékei találhatók. Tőle északra két tumulus is látható, egy 20x19 méteres és egy 35x25 méteres nagyságú, melyek részben megsemmisültek. A kisebbik tumulusban két hamvasztásos sírt is feltártak. A leletek a bronzkor korai és középső időszakából származnak.[4]

- Borkovići – őskori település maradványai a Gradiškáról Lamincira vezető út mellett, számos, késő bronzkori kerámiatöredékkel.[4]

- Baćin – Lamnici Sredani. Kora középkori, kettős sánccal körülvett erődített település maradványai. A lelőhely egy alacsony magaslat 30 méteres átmérőjű platóján található.[4]